# Kelermésskaia
Kelermésskaia (en rus Келермесская) és una stanitsa de la República d'Adiguèsia, a Rússia. És a 9 km al sud de Guiaguínska, a 21 km al nord de Maikop, a la vora del riu Guiagà. Pertany al municipi de Vladímirovskoie i Lesnoi.